# Ugny-sur-Meuse
Ugny-sur-Meuse är en kommun i departementet Meuse i regionen Grand Est (tidigare regionen Lorraine) i nordöstra Frankrike. Kommunen ligger i kantonen Vaucouleurs som tillhör arrondissementet Commercy. År 2022 hade Ugny-sur-Meuse 106 invånare.

## Befolkningsutveckling
Antalet invånare i kommunen Ugny-sur-Meuse
| Referens: INSEE |